# 張溫鷹
張溫鷹（1950年7月26日—），臺灣政治人物，生於臺中市中區，民主進步黨籍。中山醫學大學牙醫學學士、台北醫學大學口腔外科碩士出身，是一位執業牙醫師及教師，也是民主進步黨的創黨黨員及美麗島事件受難者。曾任台灣省議員、臺中市市長、內政部政務次長、總統府國策顧問、臺中市私立新民高級中學護理老師、國立中興大學教師，現為牙醫師。

## 生平

### 早年生涯
當時未婚的張温鷹取得職業牙醫師資格後，曾在臺中市的牙醫診所幫病患施作牙科手術，工作之餘還參與黨外運動。
1979年底，美麗島事件發生，施明德被警備總部通緝而逃到臺中市躲藏；張溫鷹決定挺身而出協助藏匿施明德於自己工作的牙醫診所，並應用牙科手術技術幫施明德做口腔整型，以利其躲避警總的追捕，後來張溫鷹因此入獄，被判刑四年，最後受刑兩年，成為當時轟動國內外之政治新聞。張溫鷹當時未婚，入獄飽受凌虐之苦，其後踏上從政之路，未曾以此事件作為宣傳的籌碼。

### 出獄後生涯
張溫鷹出獄後，與非國民黨的黨外人士一起創立民主進步黨，為民進黨創黨黨員。競選過一次國大代表，因些微的票數差距落選。1989年，張溫鷹參與第九屆臺灣省議員選舉，順利當選，並於1993年連任第十屆臺灣省議會議員。

### 第九及十屆省議員
其於省議員任內，「問政要正中要害，卻不能濫殺無辜」，是其問政座右銘。張溫鷹針對臺中市各項建設多有質詢，並對當時社會發生的幾項重大案件有所關注。如1990年8月26日9點40分，南投日月潭風景區發生大型遊艇翻覆慘劇，共五十八人死亡。針對日月潭翻船事件，張溫鷹與多位省議員在事件發生後，連署提出緊急質詢，要求臺灣省主席連戰妥善處理責任歸屬，嚴懲失職官員，徹底檢討制度缺失，以防止類似慘劇重演。
另外，1995年2月15日晚間，臺中市衛爾康西餐廳發生大火，共造成六十四人死亡、二十餘人受傷，為臺灣歷來死傷最嚴重的單一火災事件。臺灣省議會第十屆第一次臨時大會決議，由省議員中臺中縣、市籍議員組成專案小組，以副議長楊文欣為召集人，並授權張溫鷹即速邀請副省長吳容明及省政府相關單位首長暨罹難者家屬代表七人，共同協商救濟賠償等事宜。
在教育方面，張溫鷹認為國民中小學教科書中充滿大中國意識，學生對遙遠的中國大陸史地背得滾瓜爛熟，卻對自己所生、所長的臺灣歷史、地理卻一無所悉；於是1990年與省議員周慧瑛在臺灣省議會第九屆第一次定期大會中聯合提案，建請臺灣省文獻委員會設立「臺灣史研究所」，作為臺灣史研究之學術重鎮。張溫鷹並建請李登輝政府致力臺灣歷史文化之研究與保存，將臺語及臺灣史列入各級學校教材。
二二八事件造成臺灣族群情感的撕裂，為使社會大眾瞭解事件真相，張溫鷹積極爭取二二八事件歷史的忠實呈現，主張為受難者及其家屬平反。臺灣省文獻委員會在1988年起即已編列預算，進行二二八受難家屬口述訪問，並完成《二二八事件文獻輯錄》。行政院於1990年12月成立「行政院二二八研究小組」，行文各相關單位，徵集史料。為尋找事件真相，為受難者家屬平反，以弭平社會傷痛、促進族群和諧。張溫鷹與多位省議員連署提案，要求臺灣省文獻會公布軍方所藏檔案資料，還原事件真相。1991年4月23日，張溫鷹在臺灣省議會民政委員會中建議李登輝政府將2月28日訂為「和平紀念日」。經過張溫鷹及其他省議員的努力，促使李登輝政府勇敢面對錯誤與傷痛，公開官方史料，供各界檢視與研究，相繼興建紀念碑及公園，賠償慰問受難者家屬；行政院亦於1996年通過，訂定2月28日為國定紀念日。

### 臺中市市長
1997年，張溫鷹獲得民進黨提名參選臺中市市長，以近半的得票率擊敗中國國民黨提名的時任立委洪昭男，當選市長；張溫鷹是唯一一位民進黨籍的省轄臺中市市長，也是臺中市有史以來第一位女市長。
張溫鷹在臺中市黎明新村省府公務人員之國民黨大本營開出高票。張溫鷹擔任市長後，她以細膩思考推展市政，在社會福利、醫療衛生、便民設施等方面，有相當多的建樹，尤其在任內大力推動高潛力公車，改善臺中市的公共運輸系統；開通建國南北路與興建福音街停車場，有效改善交通問題；興建市民廣場，作為市民休憩場所；另外，張溫鷹亦致力於臺中市柳川、綠川旁違章建築拆除，沿岸林蔭大道的設計，以及污水處理下水道系統的建設。提升教育預算，改善校園的設施，推動臺中市市立完全中學之設立，如西苑、惠文、忠明、東山等完全中學，鼓勵年老教師退休，使新教師能夠進入校園，帶動新的教學風氣，提升教育品質等各項措施都是張溫鷹在市長任內推動的。
張溫鷹擔任市長任內，對於陳水扁在總統大選時針對臺中市所開出第三個直轄市、第三個國際機場與第三個科學園區等「三個第三」選舉支票遲未兌現，且在爭取臺中市升格為直轄市的議題上不獲支持，勇於向當時同黨的陳水扁表達抗議。
2001年，民進黨在新潮流系運作之下提名蔡明憲競選臺中市市長，屬福利國連線的張溫鷹退黨競選連任；結果蔡明憲落選，張溫鷹連任失利、重回牙醫師職業。同年，民主進步黨主席謝長廷於公開場合向張溫鷹鞠躬致歉，因當時黨內初選規則一改再改、針對張而來，對其不公。
任內爭議
1. 臺中市政府在九十年前市長張溫鷹任內發了147張電子遊藝場執照[1]。
2. 陳文憲涉入市政過深的事件，在長時間不斷地發酵與媒體的報導，加上坊間有損陳文憲及家族諸多耳語下，久而久之自然對張溫鷹夫婦產生不利的影響。雖然施政上不見得真的會讓人挑出什麼毛病，但民眾看多了，總覺得市府風波不斷。[2]
3. 臺中市市長張溫鷹的兒子，被指控在溜冰場溜冰的時候，推了別人一把，造成這位被推的女子，左手臂粉碎骨折，還有殘廢的可能。這名女子和他的家人說，受傷後，不但張溫鷹不出面處理，市長的先生陳文憲，還擺出一副盛氣凌人的樣子，讓人難以忍受，才上法院控告。不過陳文憲表示，他們絕對有誠意解決問題，但是如果有不實的渲染，將不排除循法律途徑。[3]

### 卸任市長後
張溫鷹卸任市長後，重新於臺中市執業張溫鷹牙醫診所。
2004年中華民國總統選舉，陳水扁特別到台中拜訪前臺中市市長張溫鷹，張溫鷹則全力輔選陳水扁。
2005年，張溫鷹獲陳水扁總統延攬，出任內政部政務次長，成為臺中市首位入閣的卸任市長。之後出任總統府國策顧問。
2008年，張溫鷹重新加入民進黨，替當時身為民進黨總統候選人的謝長廷公開站臺，並擔任主任委員一職，重振黨內士氣。後張溫鷹專心於牙醫工作，先後擔任臺灣牙醫植體醫學會專科醫師、中華民國牙醫師公會全國聯合會顧問、臺中市牙醫師公會顧問，並於2010年取得臺北醫學大學口腔醫學碩士學位。張溫鷹開設的牙醫診所就是其選民服務處，張溫鷹仍繼續以其牙醫診所為據點，服務民眾。
2008年中華民國總統選舉，時為國民黨總統候選人的馬英九與前衛生署長詹啟賢（時任馬蕭總統競選總幹事），特別登門拜訪前台中市長張溫鷹尋求協助與請益，張溫鷹表示祝福馬，但心繫民進黨並支持謝長廷。
2016年，張溫鷹牙醫診所喬遷至台中市西屯區漢口路一段121號（漢口國中斜對面）。

## 選舉紀錄
| 年度 | 選舉屆數               | 選舉區             | 所屬政黨   | 得票數  | 得票率 | 當選標記 | 備註 |
| ---- | ---------------------- | ------------------ | ---------- | ------- | ------ | -------- | ---- |
| 1989 | 第九屆台灣省議員選舉   | 臺中市省議員選舉區 | 民主進步黨 | 42,676  | 12.61% |          |      |
| 1994 | 第十屆台灣省議員選舉   | 臺中市省議員選舉區 | 民主進步黨 | 72,040  | 18.59% |          |      |
| 1997 | 第十三屆台中市市長選舉 | 臺中市（省轄市）   | 民主進步黨 | 179,461 | 49.57% |          |      |
| 2001 | 第十四屆台中市市長選舉 | 臺中市（省轄市）   | 無黨籍     | 44,341  | 10.18% |          |      |
| 2004 | 第六屆立法委員選舉     | 臺中市選舉區       | 無黨籍     | 17,764  | 4.46%  |          |      |

## 外部連結
- 張溫鷹牙醫診所的Facebook專頁
- [1]
- [2]
- [3]

1. ↑  自由時報電子報. . 自由時報電子報. 2008-10-09  [2022-01-03]. （原始内容存档于2022-01-03） （中文（臺灣））.
2. ↑  今周文化事業. . www.businesstoday.com.tw.   [2022-01-03]. （原始内容存档于2022-10-18） （中文（臺灣））.
3. ↑  https://www.facebook.com/TBSCTS. . 華視新聞網.   [2022-01-03]. （原始内容存档于2022-01-03） （中文（臺灣））.